# Coylton
Coylton är en ort i Storbritannien.   Den ligger i kommunen South Ayrshire och riksdelen Skottland, i den centrala delen av landet, 500 km nordväst om huvudstaden London. Coylton ligger 73 meter över havet och antalet invånare är 2 607.
Terrängen runt Coylton är platt åt nordväst, men åt sydost är den kuperad. Runt Coylton är det ganska glesbefolkat, med 38 invånare per kvadratkilometer. Närmaste större samhälle är Prestwick, 7,4 km nordväst om Coylton. Trakten runt Coylton består i huvudsak av gräsmarker.